# Rudolf Ladewig

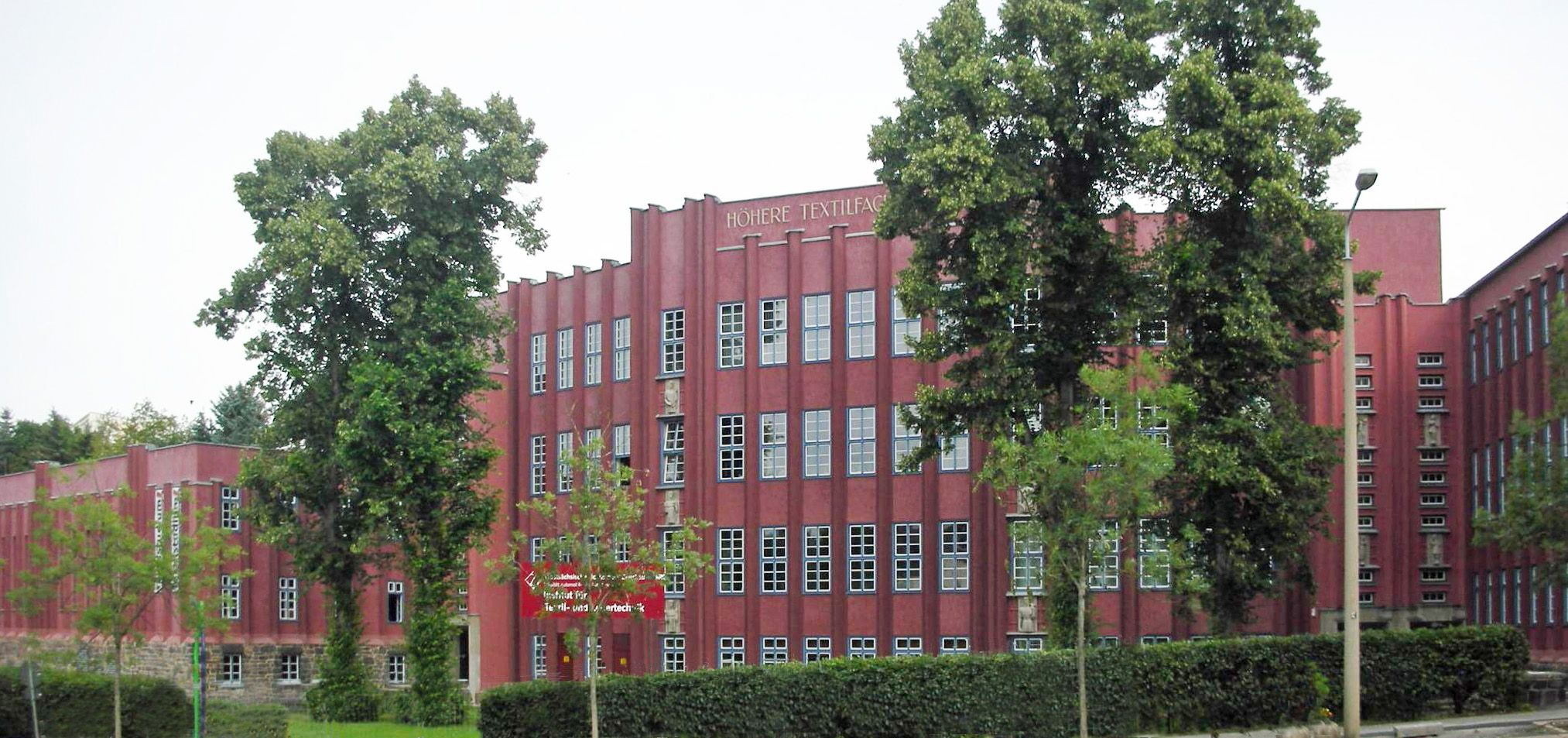
Ehem. Höhere Textilfachschule in Reichenbach im Vogtland

Rudolf Wilhelm Emil Ladewig (* 30. April 1893 in Broderstorf bei Rostock; † 23. April 1945 im KZ Neuengamme) war ein deutscher Architekt, der zur Hamburger Widerstandsgruppe Kampf dem Faschismus (KdF) gehörte. Im Jahr 1945 wurde er vom Gestapo-Spitzel Alfons Pannek denunziert und mitsamt seiner Freundin Anna Elisabeth Rosenkranz und seinen beiden Kindern Annemarie und Rudolf Karl verhaftet, ins Gestapo-Gefängnis Fuhlsbüttel eingeliefert und im Rahmen der Endphaseverbrechen im KZ Neuengamme ermordet.

## Leben

### Ausbildung und Tätigkeit als Architekt

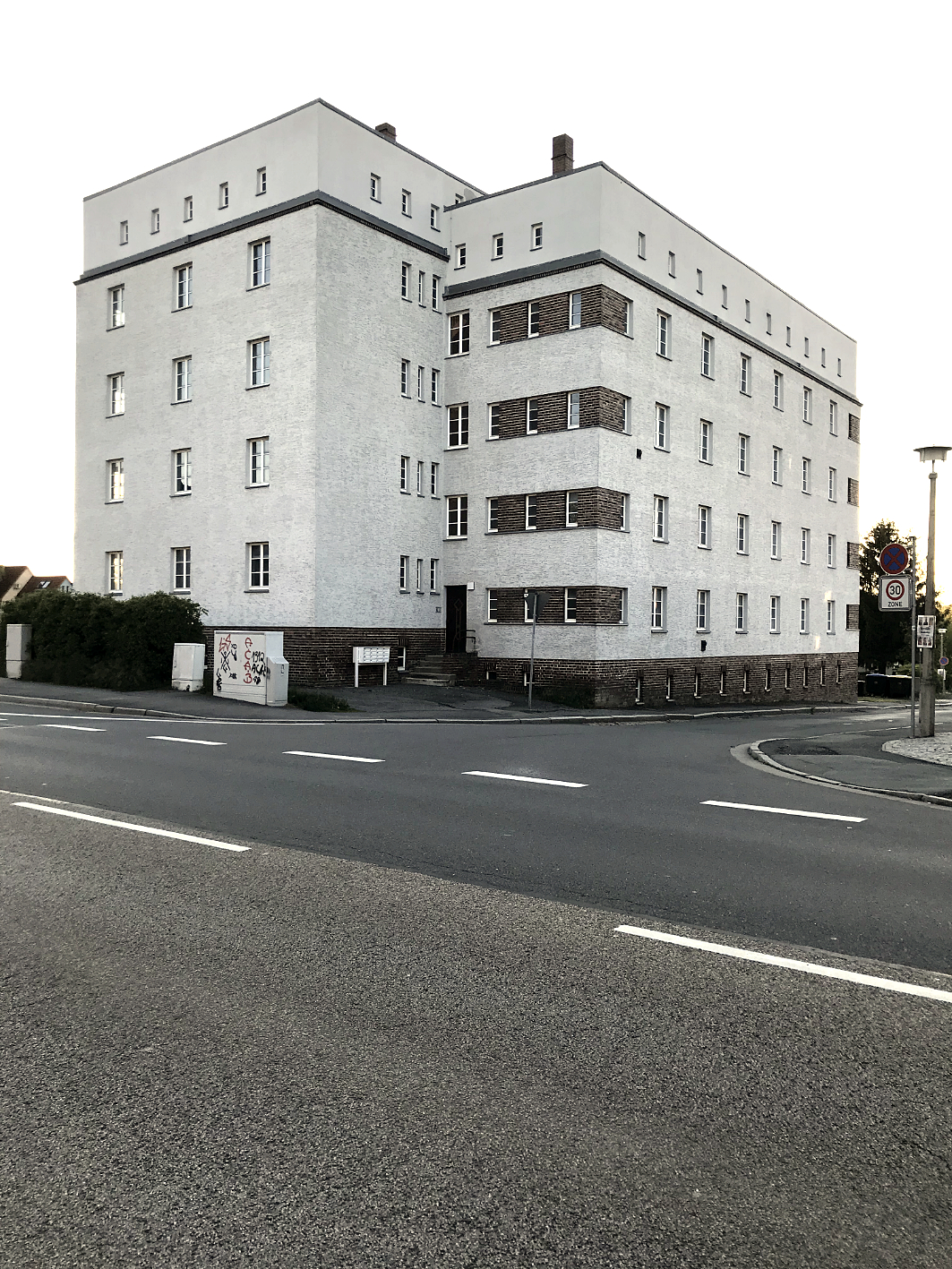
Familienwohnhaus „Typ Ladewig“ in Reichenbach/Vogtland

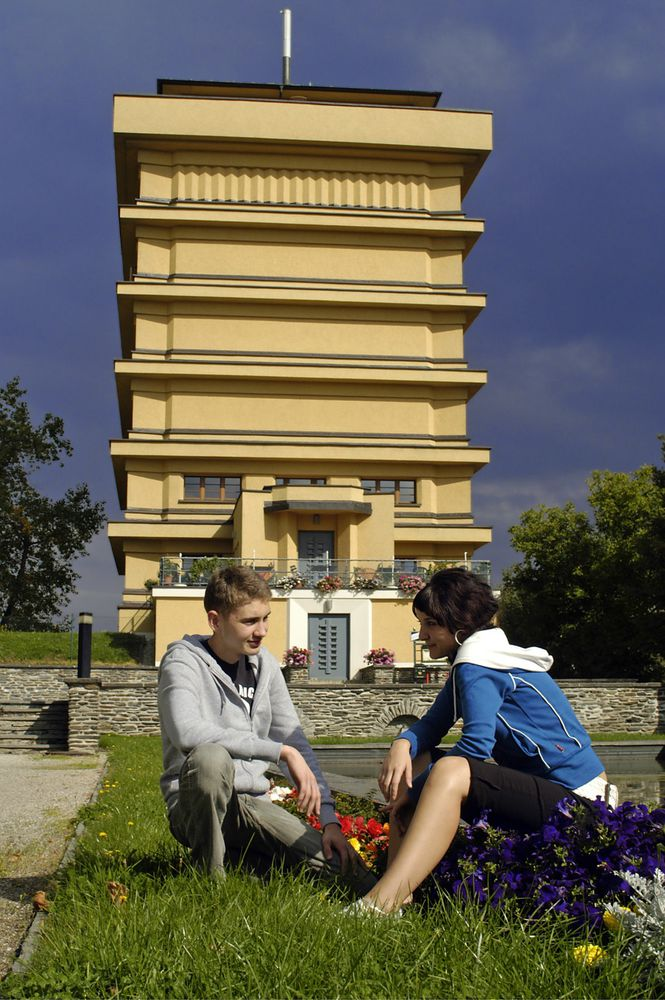
Sanierter Wasserturm von Reichenbach im Vogtland

Rudolf Ladewig, einziger Sohn des Ehepaars Rudolf Karl Heinrich Ladewig und Lucie, geb. Wollner, hatte zwei leibliche Schwestern, sowie drei jüngere Halbgeschwister. Nach dem Besuch der Realschule in Rostock machte er eine Maurerlehre und studierte anschließend Architektur am Polytechnischen Institut Strelitz. Zu Beginn des Ersten Weltkriegs meldete er sich im August 1914 als Freiwilliger zum Kriegsdienst. Nachdem er im Jahr 1916 bei den Kämpfen vor Verdun schwer verwundet worden war, musste ein Oberschenkel amputiert werden, und er wurde aus der Armee entlassen. Im Oktober 1918 beendete er sein Architekturstudium und war seitdem berufstätig.
Am 15. März 1919 heiratete er in Breslau seine Kommilitonin Hildegard Bucka (1892–1944), die in Breslau und Strelitz Architektur studiert hatte. Ihre Eltern waren jüdischer Herkunft, hatten aber ihre Tochter im evangelischen Glauben erzogen. Aus der Ehe gingen zwei Kinder hervor: Annemarie (1919–1945) und Rudolf Karl (1923–1945). Die Familie wohnte zunächst in Neidenburg in Ostpreußen.
Im Jahr 1919 erhielt Ladewig eine Anstellung als Stadtarchitekt in Waldenburg. Im November 1925 wurde er Erster Stadtarchitekt in Reichenbach im Vogtland. Ab September 1926 arbeitete er freiberuflich, war aber ab Mai 1928 wieder bei der Stadt Reichenbach angestellt. Er wirkte in wesentlicher Funktion bei der Planung und dem Bau der Marienkirche, des Wasserturms, der Textilfachschule, einer Siedlung am Erlicht, Wohnhäuser an der Schützen- und Bebelstraße, des Krematoriums und eines Obdachlosenheims mit. Da die Abteilung „Entwurf und Bauleitung“ aufgelöst wurde, erhielt er zum Jahresende 1931 die Kündigung, und er wurde wieder freiberuflich tätig. Unter seiner Leitung entstand in den Jahren 1932 bis 1933 die Sternsiedlung, in der er seine Konzeption von Kleinraumwohnungen und Häusern verwirklichte, die mehr Wirtschaftlichkeit und eine bessere Raumaufteilung gewährleisteten.

### Zeit des Nationalsozialismus
Da seine Ehe von den Nationalsozialisten wegen der jüdischen Abstammung seiner Frau als „Mischehe“ bezeichnet wurde, konnte er nach der Machtübernahme nicht mehr ungehindert in Deutschland arbeiten. Deshalb war er ab 1934 kurzfristig in Sofia in Bulgarien tätig. Nach seiner Rückkehr zog er am 1. September 1935 mit seiner Familie nach Hamburg, wo er eine Anstellung bei den Architekten Fritz Höger und Rudolf Klophaus erhalten hatte. Daneben war er für die Deutsche Akademie für Wohnungswesen in Berlin tätig.
Während des Zweiten Weltkriegs wurde Rudolf Ladewig, der politisch eher als „konservativer Sozialdemokrat“ galt, Mitglied der Widerstandsgruppe Kampf dem Faschismus (KdF). Im August 1943 zog er mit seiner Familie in die Blumenstraße um. Rudolf Klophaus kündigte ihm am 28. Juni 1944 seinen Arbeitsplatz „mit Rücksicht auf die augenblicklichen Verhältnisse“. Nach Angaben seiner Schwester Charlotte fühlte er sich im Sommer 1944 „bedroht“ und zog zu ihr nach Ludwigslust. Seine gemütskranke Frau wurde auf Betreiben seiner Kinder durch den mit Annemarie Ladewig verlobten Blankeneser Arzt Sartorius in die Psychiatrische Klinik Eppendorf, die von Hans Bürger-Prinz geleitet wurde, eingewiesen. Da sie dort angeblich schwer erkrankte, kehrte Rudolf Ladewig nach Hamburg zurück und wurde ab dem 23. Oktober 1944 trotz Einspruchs wegen seiner schweren Kriegsversehrung als Bauarbeiter bei einem Architekten zwangsverpflichtet. Nachdem seine Frau am 30. November 1944 unter bislang ungeklärten Umständen in der Psychiatrie Eppendorf gestorben war, verließ er nach einem Streit mit seinen Kindern die gemeinsame Wohnung in der Blumenstraße und zog in die Armgartstraße zu seiner Freundin Elisabeth Rosenkranz, die ebenso wie er der Widerstandsgruppe KdF angehörte. Ladewig, der seit dem Frühjahr 1944 auch Kontakte zum Nationalkomitee Freies Deutschland hatte, wurde spätestens seit Anfang 1945 von der Gestapo überwacht.

### Verhaftung und Tod

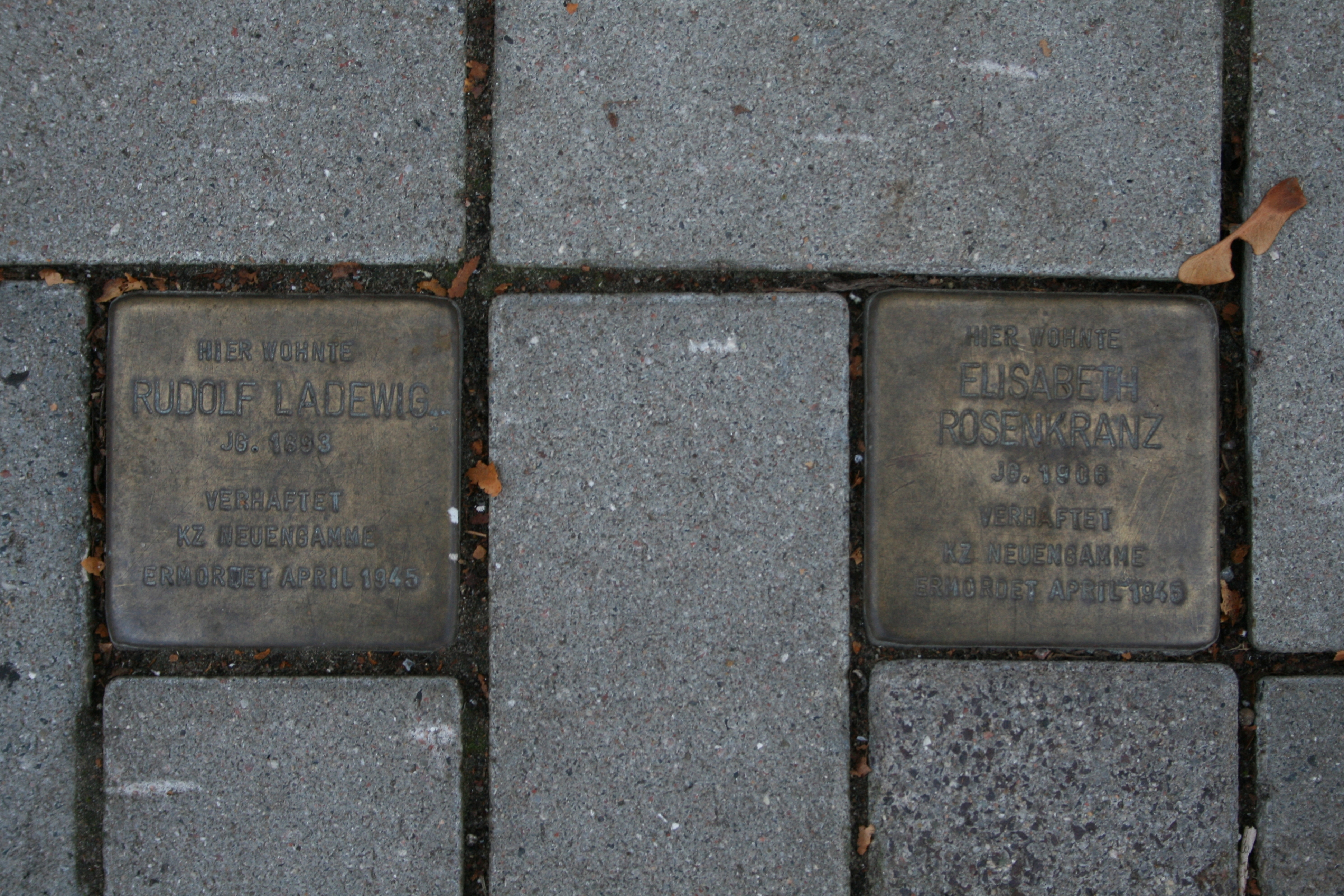
Stolpersteine für Rudolf Ladewig und Elisabeth Rosenkranz in der Armgartstraße in Hamburg-Hohenfelde

Anfang 1945 erhielt Elisabeth Rosenkranz die Einquartierung einer V-Person namens Lotte Hinze. Zum selben Zeitpunkt wurde der Gestapo-Spitzel Alfons Pannek auf Ladewig und Elisabeth Rosenkranz angesetzt. Als Betreiber einer Leihbücherei, die mit konfiszierten Büchern aus dem Besitz von NS-Gegnern bestückt war, gewann er ihr Vertrauen. Nachdem ihm Elisabeth Rosenkranz ein Manuskript übergeben hatte, das die NSDAP-Führung scharf kritisierte und nach Kriegsende veröffentlicht werden sollte, leitete er es an seinen Vorgesetzten bei der Gestapo, Henry Helms weiter.
Am 22. März 1945 wurden zunächst Elisabeth Rosenkranz und Rudolf Ladewig, danach die Geschwister Annemarie und Rudolf Karl Ladewig verhaftet und in das Gestapo-Gefängnis Fuhlsbüttel eingeliefert. Ihre Namen standen auf einer Liste mit 71 Personen aus dem Hamburger Widerstand, die liquidiert werden sollten, darunter 13 Frauen und 58 Männer.
Nach einem Räumungsplan, der im Falle einer weiteren Annäherung der alliierten Streitkräfte durchgeführt werden sollte, wurden sie am 20. April 1945 in das KZ Neuengamme überführt. Annemarie Ladewig, die am selben Tag noch einen Brief an ihren Verlobten Sartorius schreiben konnte, berichtete darin, dass ihr Vater von einem Spitzel verraten worden sei.
In der Nacht vom 21. auf den 22. April 1945 wurden bei den Endphaseverbrechen im KZ Neuengamme die 13 Frauen der Liste, darunter Annemarie Ladewig und Elisabeth Rosenkranz auf Befehl des Höheren SS- und Polizeiführers Bassewitz-Behr erhängt. Die 58 Männer, darunter Rudolf Ladewig und sein Sohn Rudolf Karl wurden in der Zeit vom 21. bis 24. April ermordet. Die genauen Umstände ihres Todes sind nicht abschließend geklärt. So versuchten einige der Männer, die im selben Arrestbunker wie die ermordeten Frauen untergebracht waren, sich zu wehren und verbarrikadierten die Türen. Mehrere von ihnen wurden durch eine Handgranate, die der Schutzhaftlagerführer Anton Thumann durch das Fenster warf, getötet, während die Überlebenden, ebenso wie die Männer aus den anderen Bunkern erschossen wurden.
Zu Ehren von Rudolf Ladewig und Elisabeth Rosenkranz wurden vor ihrer letzten Wohnung in der Hamburger Armgartstraße Stolpersteine verlegt. Seit dem 30. April 2012, dem Geburtstag Rudolf Ladewigs, erinnert eine Gedenktafel am Reichenbacher Wasserturm an den Architekten und Widerstandskämpfer.

## Bauten
- 1926: Wasserturm, Ringstraße 18, Reichenbach im Vogtland
- 1927: Höhere Textilfachschule, Klinkhardtstraße 30, Reichenbach im Vogtland
- 1927: St. Marienkirche, Marienstraße 8, Reichenbach im Vogtland
- 1929: Krematorium, Zwickauer Straße 115, Reichenbach im Vogtland
- Wohnbauten in der Sternsiedlung, Erich-Mühsam-Str. 1/3, Lindenstraße 4, Schützenstraße und Bebelstraße, Reichenbach im Vogtland